# Marcel Mayala
Marcel Nkueni, né le 4 avril 1978 à Kinshasa au Zaïre, est un ancien footballeur international congolais.

## Biographie
Nkueni est membre de l'équipe de la République démocratique du Congo lors des éditions 1998 et 2000 de la Coupe d'Afrique des nations.